# Pak Kret
Pak Kret (en tailandés: ปากเกร็ด) es una ciudad (thesaban nakhon) en la Provincia de Nonthaburi, Tailandia. Se encuentra en las llanuras del centro de Tailandia, en la orilla este del río Chao Phraya, que limita con Bangkok al este, la ciudad de Nonthaburi al sur y la provincia de Pathum Thani al norte. Es parte de la megalópolis de la Región Metropolitana de Bangkok. Con una población  de 152,881 habitantes, Pak Kret es la séptima ciudad más poblada (nakon) en Tailandia.
El área de Pak Kret ha estado habitada desde al menos el siglo XVIII, bajo el gobierno del Reino de Ayutthaya. La porción del río Chao Phraya al oeste del centro de la ciudad de Pak Kret se excavó entre 1721 y 1722 para evitar una curva en el río, formando la isla de Ko Kret. Los asentamientos en la orilla del canal de derivación y en su boca se conocieron como Ban Tret Noi (บ้านเตร็ดน้อย) y Ban Pak Tret Noi (บ้านปากเตร็ดน้อย), que significa pueblo en el bypass menor y pueblo en la boca del menor de derivación, respectivamente (el «mayor de derivación» es aún más río arriba, en lo que ahora es Mueang Distrito Pathum Thani). Muchos de las comunidades étnica Mon se asentaron en el área durante el período de Ayutthaya a principios de Rattanakosin.
Pak Kret se estableció como un distrito de saneamiento (sukhaphiban) el 31 de agosto de 1955. Cubre la parte del distrito de Pak Kret al este del río, es decir, las áreas de los subdistritos de Pak Kret, Bang Phut, Ban Mai, Bang Talat y Khlong Kluea. Se incorporó como municipio de la comuna (thesaban tambon) el 1 de enero de 1992 y luego se actualizó a la ciudad y luego al estado de ciudad el 5 de febrero de 1996 y el 20 de abril de 2000. Como Bangkok se expandió rápidamente a fines del siglo XX, también lo hizo Pak Kret, sus arrozales y huertos se están convirtiendo en urbanizaciones y otras áreas residenciales.